# Vladimir Martynov
Vladimir Ivanovič Martynov (in russo Влади́мир Ива́нович Марты́нов ?; Mosca, 20 febbraio 1946) è un compositore russo.

## Biografia
Vladimir Martynov è il leader di una generazione di compositori dell'Unione Sovietica, nata dopo la seconda guerra mondiale, che ha perseguito corsi di avanguardia quando la disapprovazione ufficiale di tale stile comportava severi problemi allo sviluppo della propria carriera (anche se non senza i rischi fisici dei primi anni dell'URSS). Ha studiato pianoforte da bambino e si è interessato alla composizione musicale. Si è iscritto al Conservatorio di Mosca dove ha studiato pianoforte da Michail Mežlumov e composizione da Nikolaj Sidel'nikov, diplomandosi nel 1971.
Nei suoi primi lavori, come String Quartet (1966), il Concerto per oboe e flauto (1968), Hexagramme per piano (1971), e Violin sonata (1973), Vladimir Martynov ha usato la tecnica del serialismo. Nel 1973 ottenne un posto di lavoro allo studio di musica elettronica al Museo Aleksandr Skrjabin. Per i compositori sovietici dell'epoca, questo studio aveva lo stesso significato dello studio di fonologia musicale Rai di Milano, dello studio radio della Germania Ovest e dello Office de Radiodiffusion Télévision Française di Parigi, fornendo un terreno di incontro per i musicisti d'avanguardia. Sofija Gubajdulina, Sergei Nemtin, Alfred Schnittke e Edison Denisov erano tra i compositori che regolarmente lavoravano e si incontravano qui.
Martynov aiutò a formare un gruppo rock chiamato Boomerang allo Studio Scriabin. Per loro scrisse l'opera rock Seraphic Visions from St. Francis of Assisi (1978).
Vladimir Martynov è anche conosciuto come un serio etnomusicologo, specializzandosi nella musica delle popolazioni del Caucaso, del Tagikistan, gruppi etnici della Russia. Ha studiato anche musica medievale russa ed europea, così come storia musicale religiosa e musicologia. Questo genere di studio, oltre ad essere generalmente accettato nel periodo sovietico, gli permise anche di studiare teologia, filosofia religiosa e storia. Vladimir Martynov cominciò presto a studiare canti religiosi russi alla fine degli anni '70; studiò anche la musica del Rinascimento di compositori come Machaut, Gabrieli, Isaac, Dufay e Dunstable, pubblicando edizioni delle loro musiche. Si interessò a quella branca del minimalismo sviluppatosi in Unione Sovietica alla fine degli anni 1970: uno stile statico e spiritualmente ispirato senza il bagliore pulsante del minimalismo americano. La qualità senza tempo dei canti e la mancanza del senso delle stanghette della polifonia rinascimentale sono entrati nella sua versione del minimalismo.
In questo periodo ha cominciato ad insegnare all'Accademia del Monastero della Trinità di San Sergio di Sergiev Posad.
Nel 2009 la London Philharmonic Orchestra ha dato la prima mondiale della sua opera Vita Nuova. L'opera ha debuttato negli Stati Uniti nel nuovo Alice Tully Hall il 28 febbraio 2009.  La composizione di Martynov "The Beatitudes," interpretata dai Kronos Quartet, è stata molto usata nel film La grande bellezza di Paolo Sorrentino (2013), vincitore dell'Premio Oscar come miglior film straniero del 2014.
Vladimir Martynov è autore di diversi libri e articoli seminali di teoria musicale, storia e filosofia della musica.